# Јесења изложба УЛУС-а (2003)
Јесења изложба УЛУС-а (2003) одржала се у новембру 2003. године, у галеријском простору Удружења ликовних уметника Србије, односно у Уметничком павиљону "Цвијета Зузорић". Изложба је имала назив Унутрашњи свет спољног света унутрашег света. Уредник каталога и организатор ове изложбе била је Наталија Церовић. Плакат изложбе израдио је Жељко Комосар.

## Излагачи
1. Ђорђе Арнаут
2. Исак Аслани
3. Божидар Бабић
4. Добринка Бељић-Крстић
5. Коста Богдановић
6. Милена Бошковић-Бадњар
7. Ненад Брачић
8. Предраг Царановић
9. Ђорђије Црнчевић
10. Милован Даговић
11. Горан Десанчић
12. Миленко Дивјак
13. Стојанка Ђорђић
14. Александар Ђурић
15. Весна Ђуричић
16. Драган Добрић
17. Мирољуб Филиповић
18. Тијана Фишић
19. Маријан Флоршиц
20. Зоран Граовац
21. Јелена Јелача
22. Јошкин Шиљан
23. Биљана Јовановић
24. Зоран Јовановић Добротин
25. Драгана Јовчић
26. Душан Јуначков
27. Гордана Каљаловић
28. Слободан Каштаварац
29. Драган Кичовић
30. Ана Кнежевић
31. Светлана Кнежевић
32. Весна Кнежевић
33. Александра Костић
34. Живана Костић
35. Драгослав Крнајски
36. Јадран Крнајски
37. Милена Максимовић
38. Лепосава Милошевић-Сибиновић
39. Вукашин Миловић
40. Јелена Минић
41. Миодраг Млађовић
42. Жељка Момиров
43. Мирон Мутаовић
44. Наташа Надаждин
45. Јасна Николић
46. Љубица Николић
47. Ђорђе Одановић
48. Драгана Пајковић
49. Александра Павичевић
50. Нивес Павловић-Вуковић
51. Рајко Попивода
52. Дејан Попов
53. Ивана Попов
54. Ставрос Поптсис
55. Божидар Продановић
56. Симонида Радоњић
57. Балша Рајчевић
58. Перо Рајковић
59. Тамара Ракић
60. Брано Раковић
61. Кемал Румујкић
62. Снежана Скоко
63. Ђорђе Соколовски
64. Милица Стевановић
65. Војислава Танурџић
66. Нина Тодоровић
67. Томислав Тодоровић
68. Вукашин Турински
69. Владимир Вељашевић
70. Здравко Велован
71. Милун Видић
72. Душан Врга
73. Аница Вучетић
74. Венија Вучинић-Турински
75. Сузана Вучковић
76. Веселин Вукашиновић
77. Ратко Вулановић
78. Душица Жарковић